# Millbury (Ohio)
Pour les articles homonymes, voir Millbury.
Millbury est un village américain situé dans le comté de Wood, dans l'Ohio. Selon le recensement de 2010, sa population est de 1 200 habitants.